# Modern Express
La Modern Express è stata una nave da carico autovetture Pure Car Truck Carrier (PCTC) Ro-Ro battente bandiera di Panama che si inclinò nel golfo di Biscaglia nel gennaio 2016.

## Storia
La Ro-Ro Modern Express venne costruita nel 2001 in Corea del Sud, e venne gestita dalla Cido Shipping. Al momento del suo naufragio era sotto l'amministrazione della Maritime Executive.

### Naufragio
Il 26 gennaio 2016, la Modern Express era in rotta verso Le Havre (Francia), trasportando 3.600 tonnellate di attrezzature per movimento terra, autocarri e tronchi. I forti venti la inclinarono di 40° durante la navigazione nel golfo di Biscaglia, a 150 miglia nautiche dalle coste della Spagna. La Sociedad de Salvamento y Seguridad Marítima rispose al suo appello "mayday" e nel pomeriggio del 26 gennaio, tutti i 22 membri dell'equipaggio vennero portati in salvo da due elicotteri spagnoli. Fu resa necessaria un'immediata operazione di soccorso perché la nave, ormai alla deriva, si stava dirigendo verso la costa francese, spinta dalla forte corrente e dal vento. Ci fu una grande preoccupazione che potesse incagliarsi e causare un disastro ambientale.
Quando il tempo migliorò, il 1º febbraio 2016, un secondo tentativo della SMIT Salvage attaccò con successo una fune di traino. La nave venne rimorchiata a Bilbao (Spagna), dove, in tre settimane, fu portata in posizione verticale utilizzando i suoi serbatoi di zavorra.
La Maritime Executive, amministratrice della nave, riferì dell'arrivo della Modern Express nel porto di demolizione di Aliağa (Turchia), apparentemente confermando che sarebbe stata demolita piuttosto che riparata.